# Монткалм (Манитоба)
Монткалм (англ. Montcalm) — сельский муниципалитет в провинции Манитоба в Западной Канаде, в 60 км от Виннипега. Муниципалитет расположен в южной части провинции, вблизи границы с американским штатом Северная Дакота. К юго-востоку от муниципалитета расположен город Эмерсон, однако это отдельный объект. Между Монткалмом и другим сельским муниципалитетом — Франклином протекает река Розо Ривер Анишинабе Фёрст Нейшн.

## География
Согласно данным Статистической службы Канады, сельский муниципалитет Монткалм имеет площадь 469,41 км². К юго-востоку от муниципалитета расположен город Эмерсон (в состав муниципалитета не входящий), на юго-востоке и востоке Монткалм граничит с муниципалитетом Франклин, на юге муниципалитет граничит с Северной Дакотой и Миннесотой (штаты США). Бо́льшая часть ветряного парка Сент-Джозеф находится на территории муниципалитета.

## Население
По данным переписи 2006 года, за 5 лет население муниципалитета сократилось на 83 человека (данные переписи 2001 года) и составляет 1317 человек. 

### Сообщества
- Летелье
- Сент-Жан Батист
- Сент-Джозеф
- Сейнт-Элизабет

## Соседние сельские муниципалитеты и округа
- Ринланд (запад)
- Моррис (север)
- Де Салаберри (северо-восток)
- Франклин (восток)
- Эмерсон (город) (юго-восток)
- Пембина Каунти (округ, США) (юг)